# Luciano Manuzzi
Pour les articles homonymes, voir Manuzzi.
Luciano Manuzzi, né le 26 janvier 1952 à Cesena dans la région de l'Émilie-Romagne, est un réalisateur et scénariste italien. 
Il remporte avec son premier long-métrage, Fuori stagione, le David di Donatello du meilleur réalisateur débutant en 1982.

## Biographie
Il commence une carrière de réalisateur en 1982 avec la comédie Sconcerto rock et le drame Fuori stagione, pour lequel il reçoit le David di Donatello du meilleur réalisateur débutant la même année. En 1988, il réalise le cinquième épisode de la comédie Sposi, collaborant avec Antonio Avati, Pupi Avati, Cesare Bastelli et Felice Farina. En 1992, dans le drame Sabato italiano, il filme les vicissitudes de la nuit italienne dans une mise en abyme en trois épisodes qui évoque le jeu clandestin, le strip-tease, la fête en discothèque, la toxicomanie, l'infidélité, les relations sentimentales entre personnes d'âges différents et l'amitié juvénile. En 1994, il réalise le drame noir I pavoni, qui s'inspire de l'histoire vrai de Pietro Maso (it), un jeune véronais qui a défrayé la chronique italienne en 1991 avec le meurtre prémédité de ses parents pour empocher leur héritage.
Il travaille ensuite pour la télévision. En 1996, il adapte une nouvelle de Carlo Lucarelli et réalise le téléfilm policier La tenda nera avec Luca Barbareschi dans le rôle principal. En 1998, il réalise la série télévisée Lui e lei. En 2008, il s'inspire de l'histoire de Silvana Fucito (it), une commerçante italienne victime d'une affaire de racket par la camorra et qui a décidé de dénoncer ces pratiques, entraînant l'incendie criminel de son magasin ainsi que des menaces de mort sur sa personne, pour réaliser le téléfilm en deux épisodes Il coraggio di Angela. En 2014, il consacre un téléfilm à l'entrepreneur milanais Giovanni Borghi (it), fondateur de la marque d'électro-ménager Ignis. Il signe la même année le téléfilm Le due leggi, avec Elena Sofia Ricci dans le rôle d'une directrice de banque qui doit faire face aux difficultés engendré par la crise économique en Italie. En 2016, il s'inspire de l'histoire de la jeune avocate Lucia Annibali (it), victime d'une agression à l'acide commandité par son ex-compagnon, pour tourner le téléfilm Io ci sono, avec Cristiana Capotondi dans le rôle principal.

## Filmographie

### Comme réalisateur

#### Au cinéma
- 1982 : Sconcerto rock
- 1982 : Fuori stagione
- 1988 : Sposi, épisode 5 (avec Antonio Avati, Pupi Avati, Cesare Bastelli et Felice Farina)
- 1992 : Sabato italiano (it)
- 1994 : I pavoni

#### À la télévision

##### Téléfilms
- 1996 : La tenda nera
- 2006 : Chi siete venuti a cercare
- 2008 : Il coraggio di Angela
- 2010 : Gli ultimi del Paradiso
- 2014 : Le due leggi
- 2014 : Mister Ignis - L'operaio che fondò un impero
- 2016 : Io ci sono

##### Série télévisée
- 1998 : Lui e lei

### Comme scénariste

#### Au cinéma
- 1982 : Sconcerto rock
- 1982 : Fuori stagione
- 1988 : Sposi (avec Antonio Avati, Pupi Avati, Cesare Bastelli et Felice Farina)
- 1988 : Appuntamento a Liverpool de Marco Tullio Giordana
- 1992 : Sabato italiano
- 1994 : I pavoni

#### À la télévision

##### Téléfilms
- 2008 : Il coraggio di Angela
- 2010 : Gli ultimi del Paradiso
- 2014 : Le due leggi
- 2016 : Io ci sono

## Prix et distinctions
- David di Donatello du meilleur réalisateur débutant en 1982 pour Fuori stagione.
- Nomination au Ruban d'argent du meilleur sujet en 1993 pour Sabato italiano.